# 빈센트 가데니아
빈센트 가디니아(Vincent Gardenia, 영어 발음: /ɡɑː(r)ˈdiːniə/, 1920년 2월 7일 ~ 1992년 12월 9일)는 미국의 배우이다.

## 출연 작품
- 아메리칸 엑스피어리언스 - 코니 아일랜드 (1991)
- 더티 맨 (1991)
- 로커비 SOS (1990)
- 피부 깊숙이 (1989)
- 문스트럭 (1987)
- LA 로 (1986)
- 흡혈 식물 대소동 (1986)
- 검은 거울 (1984, Dark Mirror)
- 별난 전쟁 (1983)
- 데스 위시 2 (1981)
- 노아의 불시착 (1980)
- 섹스 자살 그리고 영화 (1980)
- 얼굴 없는 표적 (1979)
- 천국의 사도 (1978)
- 빅 라켓 (1976)
- 특종 기사 (1974)
- 데드위시 (1974)
- 럭키 루치아노 (1973)
- 대야망 (1973)
- 리틀 머더스 (1971)
- 아버지는 어디 있는가 (1970)
- 올 인 더 패밀리 (1968)
- 벤 케이시 (1961)
- 다리에서 본 전망 (1961)
- 허슬러 (1961)
- 92번가 집 (1945)

### 텔레비전
- 스튜디오 원 (1948)
- 제5전선 (1966)